# Bass House
Bass House ist ein Genre elektronischer Musik, das sich zwischen 2012 und 2016 als Ergebnis der Fusion von Bass, UK Garage und House oder aus abgeleiteten Genres wie Deep House, Tech House, Future House und anderer etabliert hat. Einflüsse aus bassbezogenen Genres wie Dubstep, Drum and Bass, Electro-House, Fidget House, Riddim, Footwork und Trap sowie Hip-Hop können aufgewiesen werden.

## Merkmale
Dieses Genre besteht aus einer vom House geerbten Basis, die von Kicks, Claps oder Snares, Rides, Hats oder Hi-Hats auffällig begleitet werden kann. Sie können auch komplexere Basistypen wie Breaks aus dem Breakbeat und verzerrte Bässe, die von einem vom Bass übernommenen Low Frequency Oscillator (LFO), insbesondere Wobbles, gesteuert werden, aufweisen. Einer der Bässe ist der Main, der die Melodie mit Tonhöheneinbrüchen oder mit Klängen ähnlich denen vom Tech House oder Future House und den Rhythmus bestimmt, und ein anderer ist der Complementary, der die Melodie begleitet und ihr bemerkenswerte Effekte verleiht. Bass House oszilliert normalerweise im Bereich von 125 bis 128 Beats per minute, kann aber auch etwas schneller bei bis zu 140 Beats per minute vorkommen. Dieses Genre enthält im Allgemeinen tiefe Stimmen. Man findet auch ältere Songs mit Einflüssen zwischen Bass und House, die jedoch nicht dem Bass-House-Genre zuzuordnen sind.

## Herkunft
Seit den 1990er-Jahren wurden bereits Bass- und House-Stile kombiniert, wodurch Songs entstanden, die zunehmend von ebendiesen Genres beeinflusst wurden. Jedoch galten sie nicht als Songs eines bestimmten Genres, sondern wurden dem einen oder anderen Genre zugeordnet. Bass House wurde weltweit populär, nachdem Jauz & Ephwurd 2015 den Song Rock the Party mit Trap-Einflüssen veröffentlichten. Ein weiteres Beispiel für den Einfluss von Trap auf Bass House ist 2016 der Song Ghosts N' Sharks von Jauz & Ghastly. Der Einfluss von Future House auf Bass House findet sich 2014 im Song Feel the Volume und 2015 im Song Deeper Love, beide von Jauz. Ersteres ist zusätzlich von Trap beeinflusst. Ein Beispiel für den Einfluss von Breakbeat auf Bass House ist im Song Get Down von Jauz & Eptic zu hören, das der House-Basis vom Typ Break abstammt. Ebenfalls bekannte Vertreter des Bass House sind Mightyfools und SoundSmasher.